# 孟海 (1971年)
孟海（1971年11月—），青海德令哈人，蒙古族，中国共产党党员。中华人民共和国政治人物、第十三届全国人民代表大会青海省代表。

## 生平
2018年，孟海被选为青海省出席第十三届全国人民代表大会代表。